# Breitbach (Oberschwarzach)
Breitbach (früher auch Breitbach unter der Steig) ist ein Gemeindeteil des Marktes Oberschwarzach im unterfränkischen Landkreis Schweinfurt in Bayern.

## Geografische Lage
Das Kirchdorf liegt relativ zentral im Oberschwarzacher Gemeindegebiet. Unmittelbar nördlich schließt sich der Oberschwarzacher Gemeindeteil Kammerforst an, während im Osten das Gemeindegebiet von Ebrach im oberfränkischen Landkreis Bamberg beginnt. Die Bundesstraße 22 durchquert das Dorf von Westen kommend in östlicher Richtung. In einiger Entfernung erhebt sich südöstlich das ebenfalls zu Oberschwarzach gehörende Dorf Schönaich. Im Westen befindet sich die Schlottermühle, weiter westlich beginnt der Landkreis Kitzingen mit dem Gemeindeteil Neudorf von Prichsenstadt.

## Geschichte
Die Endung -bach verweist auf eine Gründung im 7. oder 8. nachchristlichen Jahrhundert. Sie geht auf den Bach an oder in der Breite zurück, der unmittelbar neben Breitbach fließt. Die Herren von Stollberg waren die ursprünglichen Besitzer. Sie belehnten Ministerialen mit dem Dorf, die sich fortan „von Breitbach“ nannten. Geringere Besitzungen hatten dort auch die Fuchs von Bimbachn. Im 13. Jahrhundert wuchs der Einfluss der nahen Abtei Ebrach im Dorf. Bis 1678 war das Kloster zum alleinigen Dorfherren aufgestiegen.
Auf Breitbacher Gemarkung stand lange Zeit der Galgen des fürstbischöflichen Zentgerichts Oberschwarzach. Die Breitbacher waren durch ein Tauschgeschäft in den Besitz der Galgen-Flur gelangt. Am 1. Mai 1978 wurde Breitbach in die Gemeinde Oberschwarzach im Landkreis Schweinfurt eingemeindet. Zuvor war der Ort eine Gemeinde im aufgelösten Landkreis Gerolzhofen.

## Baudenkmäler
Den Mittelpunkt des Dorfes bildet die an der Bundesstraße 22 gelegene katholische Filialkapelle St. Johannes Baptist. Um 1757 entstand der schlichte Bau mit dem großen Dachreiter oberhalb des Chores. Im Innenraum überwiegen Elemente des Rokoko. Der Hochaltar wird von einem Gemälde der Kreuzigung Christi beherrscht. Ursprünglich befand sich in dem Kirchlein auch eine Figur der Anna selbdritt, die wohl aus der Werkstatt Tilman Riemenschneiders stammte.
Ebenfalls an der Bundesstraße steht eine kleine Wegkapelle, die im Jahr 1821 dort errichtet wurde. Obwohl auch die Gemarkung von Breitbach von vielen Bildstöcken geprägt ist, haben sie nicht das hohe Alter wie in anderen fränkischen Dörfern. Die meisten wurden in der ersten Hälfte des 20. Jahrhunderts aufgestellt.
Östlich des Ortes, im südwestlichen Bereich des Waldgebiets Der Hohe Buchene Wald im Ebracher Forst, direkt an der Bundesstraße liegt der Baumwipfelpfad Steigerwald, ein 1152 m langer Lehr- und Baumwipfelpfad.